# Yelena Batálova
Yelena Batálova –en ruso, Елена Баталова– (27 de agosto de 1964) es una deportista rusa que compitió en esquí acrobático. Ganó una medalla de oro en el Campeonato Mundial de Esquí Acrobático de 1995, en la prueba de acrobacias.

## Medallero internacional
| Campeonato Mundial | Campeonato Mundial  | Campeonato Mundial | Campeonato Mundial |
| Año                | Lugar               | Medalla            | Competición        |
| ------------------ | ------------------- | ------------------ | ------------------ |
| 1995               | La Clusaz (Francia) | Medalla de oro     | Acrobacias         |